# Fontana-on-Geneva Lake
Fontana-on-Geneva Lake es una villa ubicada en el condado de Walworth en el estado estadounidense de Wisconsin. En el Censo de 2010 tenía una población de 1.672 habitantes y una densidad poblacional de 190,49 personas por km².

## Geografía
Fontana-on-Geneva Lake se encuentra ubicada en las coordenadas 42°32′43″N 88°34′10″O / 42.54528, -88.56944. Según la Oficina del Censo de los Estados Unidos, Fontana-on-Geneva Lake tiene una superficie total de 8.78 km², de la cual 8.69 km² corresponden a tierra firme y (1.03%) 0.09 km² es agua.

## Demografía
Según el censo de 2010, había 1.672 personas residiendo en Fontana-on-Geneva Lake. La densidad de población era de 190,49 hab./km². De los 1.672 habitantes, Fontana-on-Geneva Lake estaba compuesto por el 97.91% blancos, el 0% eran afroamericanos, el 0.06% eran amerindios, el 0.72% eran asiáticos, el 0% eran isleños del Pacífico, el 0.84% eran de otras razas y el 0.48% pertenecían a dos o más razas. Del total de la población el 2.09% eran hispanos o latinos de cualquier raza.